# غار شادابکوه ۲
غار شادابکوه ۲ مربوط به دوران پارینه‌سنگی جدید است و در شهرستان کوهدشت، بخش طرهان، شهر گراب واقع شده و این اثر در تاریخ ۲۸ اسفند ۱۳۸۵ با شمارهٔ ثبت ۱۸۴۹۵ به‌عنوان یکی از آثار ملی ایران به ثبت رسیده است.